# Музіка
Музiка — второй студийный альбом украинской рок-группы Вопли Видоплясова, вышедший в 1997 году.
Альбом был записан в 1996 году перед возвращением группы из Франции, где ВВ находились с начала 1990-х годов. Инструментальные партии были записаны в Киеве, но большую их часть пришлось перезаписывать в Париже двум лидерам группы — вокалисту Олегу Скрипке и бас-гитаристу Александру Пипе. Альбом распространял российский лейбл GALA Records, который занимался съёмкой клипов и распространением физических носителей. На песню «Весна» на студии Мосфильм был снят клип, который попал в активную ротацию не только на украинских каналах, но и на российском MTV.
В стилистическом отношении альбом представляет собой соединение рок-музыки с украинскими народными мотивами. Пластинка принесла группе популярность не только в Украине, но и в других постсоветских странах. В 1997 году на фестивале «Таврийские игры» «Вопли Видоплясова» были признаны украинской рок-группой года, а песню «Весна» — лучшей песней и видеоклипом года.
Альбом считается одним из главных музыкальных альбомов в независимой Украине, а «Весна» — одной из самых известных украинских песен. Диск с альбомом стал одним из немногих предметов, вместе с украинским флагом и Конституцией, которые взял с собой в космос первый украинский космонавт Леонид Каденюк.

## Список композиций
| №                   | Название            | Длительность |
| ------------------- | ------------------- | ------------ |
| 1.                  | «Передмова»         | 0:14         |
| 2.                  | «Музіка»            | 2:56         |
| 3.                  | «Глибина»           | 4:19         |
| 4.                  | «Гей! Любо!»        | 3:00         |
| 5.                  | «Весна»             | 5:00         |
| Общая длительность: | Общая длительность: | 15:29        |

| №                   | Название            | Длительность |
| ------------------- | ------------------- | ------------ |
| 1.                  | «Весна»             | 5:16         |
| 2.                  | «Юра»               | 3:19         |
| 3.                  | «Білі плями»        | 3:00         |
| 4.                  | «Музіка»            | 2:52         |
| 5.                  | «Краков'як рок»     | 2:05         |
| 6.                  | «Глибина»           | 4:20         |
| 7.                  | «Гармонія»          | 2:50         |
| 8.                  | «Гей! Любо!»        | 3:00         |
| 9.                  | «Боги»              | 3:04         |
| 10.                 | «Галина»            | 2:46         |
| 11.                 | «Їхали козаки»      | 2:52         |
| 12.                 | «Горіла сосна»      | 2:59         |
| Общая длительность: | Общая длительность: | 38:23        |

## Музыка и тексты
Предисловие к альбому:
Добрий день, любий юначе. Ось тобі музіка. Це альбом групи ВВ, що проводить нас від форм знайомого до невідомого по хвилях м'яких чар у часи майбутні. Так ото у бон вояж, дорогий друже, у добрий шлях!Олег Скрипка
Главным хитом альбом стала песня «Весна». Записанная во Франции, она описывает ностальгию по родине, своей лирикой отличаясь от предыдущего творчества группы, которая носила более ироничный характер. С музыкальной точки зрения она также не была типичной для «ВВ», это уже была не просто фолк-музыка, а нечто приближенное к тогдашней западной музыке, «первый ритм-энд-блюзовый кач». «У „Весны“ простая форма. Я понял гипнотичность народной песни, ее трансовость. Люди выходили в поле и вводили себя в состояние транса, чтобы не было трудно работать, и они сочиняли такие композиции. На сегодня современная музыка вся такая. Я это каким-то образом понял еще тогда» — говорил Олег Скрипка. Один из соавторов песни Александр Пипа изначально даже отказывался признавать, что он имел к отношению к ее созданию, настолько она отличалась от привычного ему панк-рока. Впоследствии эта песня считалась одной из самых важных для коллектива не только из-за ее популярности — по некоторым подсчетам, «Весна» исполнялась вживую более 1000 раз, на пяти континентах, традиционно заканчивая концерты «ВВ», а и из-за ее влияния на музыкальный стиль группы.

## Участники записи
- Олег Скрипка — вокал, гитара, баян, труба;
- Александр Пипа — бас-гитара, подпевки, программирование барабанов;
- Юрий Здоренко — гитара;
- Сергей Попович — подпевки, гитара;
- Евгений Нестеренко — подпевки;
- Борис Сезнец — подпевки, басовый барабан, малый барабан и хай-хет, виртуальный голос;
- Сильвен Сивет — малый барабан;
- Фарид Зеуан — саксофон;
- Белль Дю Берри, Мари Ребо, Хлоя Бан, Веро Дерано, Валери Верил этническое пение;
- Фарид Зеуан, Лоран Шмиэль, Ги Льорка — оркестровка;
- Сергей Попович, Влад Коломиец — запись альбома, студия «Комора», Киев;
- Борис Сезнец — сведение альбома, студия «Stakato», Париж.